# Sérénade KV 204
La Sérénade no 5 en ré majeur KV 204/213a, a été écrite par Wolfgang Amadeus Mozart à Salzbourg, le 5 août 1775 pour les cérémonies de l'Université de Salzbourg.

## Structure
La sérénade comprend sept mouvements :
1. Allegro assai, en ré majeur, à , 156 mesures, 2 sections répétées 2 fois (mesures 1 à 67, mesures 68 à 156)
2. Andante moderato, en la majeur, à 
, 97 mesures, avec une partie de violon soliste
3. Allegro, en la majeur, à , 194 mesures, avec une partie de violon soliste
4. Menuetto en ré majeur) et Trio (en la majeur), à 
, 20 + 30 mesures (violon soliste dans le Trio)
5. Andante, en sol majeur, à 
, 105 mesures, 2 sections répétées 2 fois (mesures 1 à 41, mesures 42 à 97) + Coda (mesures 98 à 105)
6. Menuetto, en ré majeur et Trio (en sol majeur), à 
, 40 + 20 mesures
7. Andantino Grazioso, en ré majeur, à 
 (mesures 1 à 15) ➜ Allegro, à 
 ➜ Andantino Grazioso (mesure 124), à 
 ➜ Allegro (mesure 140) à 
 ➜ Andantino Grazioso (mesure 192), à 
 ➜ Allegro (mesure 205) à 
 ➜ Andantino Grazioso (mesure 293), à 
, au total 322 mesures

Durée de l'interprétation : 40 minutes
La sérénade est associée avec la Marche en ré majeur K. 215/213b.

## Instrumentation
| Instrumentation de la Sérénade KV 204/213a                                                                       |
| Cordes |
| premiers violons, seconds violons, altos, violoncelles, contrebasses, violon concertant dans certains mouvements |
| Bois |
| 2 hautbois 2 bassons 1 flûte dans l'Andante                                                                      |
| Cuivres |
| 2 cors en la 2 trompettes en ré                                                                                  |